# Amoni ditungstat
Amoni đitungstat là một hợp chất vô cơ với công thức hóa học (NH4)2W2O7. Muối này tồn tại dưới dạng chất rắn màu vàng nhạt, tan trong nước. Hemihydrat, (NH4)2W2O7·0,5H2O cũng được biết đến.

## Điều chế và tính chất
Nếu cho WO3·H2O tác dụng với dung dịch amoni hydroxide ở −55 °C (−67 °F; 218 K), một chất rắn màu vàng nhạt sẽ được tạo thành, có phổ hồng ngoại IR và Raman thấp bất thường.
Hệ (NH4)2W2O7–(NH4)2SO4–H2O ở 25 ℃ đã được nghiên cứu.